# Đại hội Đảng Cộng sản Việt Nam lần thứ III
Đại hội Đại biểu toàn quốc lần thứ III của Đảng Cộng sản Việt Nam  diễn ra từ ngày 5 đến ngày 10-9-1960 tại Hà Nội. Tham dự đại hội có tất cả 525 đại biểu chính thức và 51 đại biểu dự khuyết, thay mặt cho 500.000 đảng viên của cả hai miền đất nước, cùng với sự có mặt của hơn 16 Đảng Cộng sản và các tổ chức quốc tế khác.

## Bối cảnh lịch sử
Đại hội Đảng Cộng sản Việt Nam III diễn ra trong bối cảnh miền Bắc Việt Nam vừa hoàn thành khôi phục kinh tế sau Kháng chiến chống Pháp và Cải cách ruộng đất cùng với Cải tạo công thương nghiệp; trong khi ở miền Nam, một phong trào chống chính quyền Ngô Đình Diệm và Mỹ đang diễn ra từ cuối năm 1959 và trở thành Phong trào Đồng khởi từ đầu năm 1960.

## Hoạt động
Đại hội đã thảo luận và đánh giá cách mạng hai miền đang có những bước tiến quan trọng. Từ nhận định đó, Đại hội đề ra nhiệm vụ chiến lược của cách mạng cả nước và nhiệm vụ của từng miền; chỉ rõ vị trí, vai trò của cách mạng từng miền và mối quan hệ giữa cách mạng hai miền.

### Nhiệm vụ cách mạng miền Bắc
Sau khi hoàn thành việc khắc phục hậu quả do cuộc Kháng chiến chống Pháp để lại và thực hiện những nhiệm vụ bước đầu của chính quyền dân chủ nhân dân theo kinh nghiệm của Liên Xô và Đông Âu sau Chiến tranh thế giới lần thứ 2, Đại hội quyết định sẽ đưa miền Bắc đi lên cách mạng xã hội chủ nghĩa, đưa ra nhận định về công cuộc cách mạng xã hội chủ nghĩa, ưu tiên phát triển công nghiệp nặng một cách hợp lí, đồng thời ra sức phát triển nông nghiệp và công nghiệp nhẹ ở miền Bắc sẽ có vai trò quyết định nhất với sự phát triển của toàn bộ cách mạng Việt Nam và với sự nghiệp thống nhất nước nhà.
Đại hội khẳng định đưa miền Bắc tiến nhanh, tiến mạnh, tiến vững chắc lên chủ nghĩa xã hội.

### Nhiệm vụ cách mạng miền Nam
Do Pháp không thực hiện Tổng tuyển cử theo Hiệp định Giơnevơ 1954 và việc vận động thực hiện hiệp định bị chính quyền Diệm đàn áp, do sợ thất bại, nên Việt Nam chưa thể thống nhất được. Do đó Đại hội đã quyết định sẽ tiến hành cách mạng dân tộc dân chủ nhân dân ở miền Nam và nhận định cuộc cách mạng này sẽ có vai trò quyết định trực tiếp với sự nghiệp giải phóng miền Nam.

### Quan hệ cách mạng hai miền
Đại hội nhận định cách mạng hai miền có quan hệ mật thiết, gắn bó và tác động lẫn nhau nhằm hoàn thành cuộc cách mạng dân tộc dân chủ nhân dân trong cả nước, thực hiện hòa bình thống nhất đất nước. Miền Bắc tăng gia sản xuất, là hậu phương cung cấp sức người sức của cho tiền tuyến miền Nam tiến lên hoàn thành thắng lợi cách mạng, thống nhất toàn vẹn nước nhà.

### Kế hoạch 5 năm lần thứ nhất 1961-1965
Nhằm thực hiện mục tiêu tiến nhanh, tiến mạnh, tiến vững chắc lên chủ nghĩa xã hội, Đại hội đề ra Kế hoạch 5 năm lần thứ nhất 1961-1965. Nhiệm vụ chủ yếu của Kế hoạch này là công nghiệp hóa xã hội chủ nghĩa, lấy phát triển công nghiệp nặng làm nền tảng, đồng thời ra sức phát triển công nghiệp nhẹ và nông nghiệp.

### Hoạt động khác
Thông qua Báo cáo chính trị, Báo cáo sửa đổi Điều lệ Đảng.
Bầu Ban Chấp hành Trung ương mới gồm 47 ủy viên chính thức và 31 ủy viên dự khuyết. Ban Chấp hành mới đã bầu Bộ Chính trị gồm 11 ủy viên chính thức và 2 ủy viên dự khuyết. Hồ Chí Minh tiếp tục làm Chủ tịch Đảng, Lê Duẩn làm Bí thư thứ nhất (Tổng Bí thư). Sau khi Chủ tịch Hồ Chí Minh qua đời năm 1969, chức vụ Chủ tịch Đảng bị bãi bỏ.

## Ý nghĩa
Được xem như là "nguồn ánh sáng mới, lực lượng mới cho toàn Đảng và toàn dân ta xây dựng thắng lợi chủ nghĩa xã hội ở miền Bắc và đấu tranh thực hiện thống nhất nước nhà".
Thắng lợi của đại hội còn được nhận xét là đưa "miền Bắc nước ta tiến những bước dài chưa từng thấy (…) đất nước xã hội con người đều đổi mới".

## Hạn chế và khó khăn
Đại hội đã vấp phải một số sai lầm, khuyết điểm, chủ yếu là do tư tưởng chủ quan, nóng vội, giáo điều, thể hiện rõ nhất qua việc đề ra phương châm tiến nhanh, tiến mạnh, tiến vững chắc lên chủ nghĩa xã hội, đề ra các mục tiêu, chỉ tiêu quá cao, không tính đến khả năng thực hiện và điều kiện cụ thể của đất nước.
Trong khi thực hiện những nhiệm vụ của Đại hội thì ngày 5 tháng 8 năm 1964, Mĩ mở Chiến dịch Mũi Tên Xuyên bắn phá miền Bắc sau khi dựng lên Sự kiện Vịnh Bắc Bộ, từ đây miền Bắc phải chuyển hướng xây dựng, phát triển và không thể tiếp tục thực hiện những nhiệm vụ của Đại hội III.